# Adimaro di Capua
Adimaro di Capua (Capua, ... – 1076) è stato un cardinale italiano.

## Biografia

Stemma della famiglia Di Capua

Nacque da un'illustre famiglia e fu segretario del principe di Capua. Lasciò tutto il suo patrimonio ai poveri per farsi monaco della Congregazione cassinese a Montecassino. Fu inviato in Sardegna con dodici confratelli quale abate di un nuovo monastero. Rapinato dai pirati di tutti gli averi, venne chiamato a Roma e gli venne conferito l'incarico di abate della basilica di San Lorenzo fuori le mura. Fu creato cardinale nel 1061 da papa Alessandro II. Operò numerosi miracoli per sua intercessione. Morì nel 1076.